# Campeonato Europeu de Patinação Artística no Gelo de 2003
O Campeonato Europeu de Patinação Artística no Gelo de 2003 foi a nonagésima quinta edição do Campeonato Europeu de Patinação Artística no Gelo, um evento anual de patinação artística no gelo organizado pela União Internacional de Patinação (em inglês:  International Skating Union) onde os patinadores artísticos competem pelo título de campeão europeu. A competição foi disputada entre os dias 20 de janeiro e 26 de janeiro, na cidade de Malmö, Suécia.

## Eventos
- Individual masculino
- Individual feminino
- Duplas
- Dança no gelo

## Medalhistas
| Evento                        | Ouro                                        | Prata                                       | Bronze                                    |
| Individual masculino detalhes | Evgeni Plushenko · Rússia                   | Brian Joubert · França                      | Stanick Jeannette · França                |
| Individual feminino detalhes  | Irina Slutskaya · Rússia                    | Elena Sokolova · Rússia                     | Júlia Sebestyén · Hungria                 |
| Duplas detalhes               | Tatiana Totmianina · Maxim Marinin · Rússia | Sarah Abitbol · Stéphane Bernadis · França  | Maria Petrova · Alexei Tikhonov · Rússia  |
| Dança no gelo detalhes        | Irina Lobacheva · Ilia Averbukh · Rússia    | Albena Denkova · Maxim Staviyski · Bulgária | Tatiana Navka · Roman Kostomarov · Rússia |

## Resultados

### Individual masculino
| Medalha de ouro                                       | Evgeni Plushenko     | Rússia           | 1.5  | 1  | 1  |
| Medalha de prata                                      | Brian Joubert        | França           | 3.0  | 2  | 2  |
| Medalha de bronze                                     | Stanick Jeannette    | França           | 5.0  | 4  | 3  |
| 4                                                     | Ilia Klimkin         | Rússia           | 5.5  | 3  | 4  |
| 5                                                     | Stéphane Lambiel     | Suíça            | 8.0  | 6  | 5  |
| 6                                                     | Stanislav Timchenko  | Rússia           | 9.5  | 5  | 7  |
| 7                                                     | Vakhtang Murvanidze  | Geórgia          | 12.0 | 8  | 8  |
| 8                                                     | Frédéric Dambier     | França           | 12.5 | 13 | 6  |
| 9                                                     | Gheorge Chiper       | Romênia          | 14.0 | 10 | 9  |
| 10                                                    | Kevin van der Perren | Bélgica          | 16.5 | 11 | 11 |
| 11                                                    | Silvio Smalun        | Alemanha         | 16.5 | 9  | 12 |
| 12                                                    | Stefan Lindemann     | Alemanha         | 16.5 | 7  | 13 |
| 13                                                    | Sergei Davydov       | Bielorrússia     | 17.5 | 15 | 10 |
| 14                                                    | Neil Wilson          | Reino Unido      | 21.0 | 12 | 15 |
| 15                                                    | Kristoffer Berntsson | Suécia           | 22.0 | 16 | 14 |
| 16                                                    | Ivan Dinev           | Bulgária         | 25.0 | 14 | 18 |
| 17                                                    | Zoltán Tóth          | Hungria          | 25.5 | 19 | 16 |
| 18                                                    | Gregor Urbas         | Eslovênia        | 27.0 | 20 | 17 |
| 19                                                    | Karel Zelenka        | Itália           | 28.5 | 17 | 20 |
| 20                                                    | Konstantin Tupikov   | Ucrânia          | 31.0 | 24 | 19 |
| 21                                                    | Hristo Turlakov      | Bulgária         | 31.5 | 21 | 21 |
| 22                                                    | Clemens Jonas        | Áustria          | 32.0 | 18 | 23 |
| 23                                                    | Sergei Kotov         | Israel           | 33.5 | 23 | 22 |
| 24                                                    | Sergei Shiliaev      | Bielorrússia     | 35.0 | 22 | 24 |
| Não avançaram para a patinação livre / programa longo |                      |                  |      |    |    |
| 25                                                    | Alexei Kozlov        | Estônia          | —    | 25 |    |
| 26                                                    | Bartosz Domański     | Polônia          | —    | 26 |    |
| 27                                                    | Ari-Pekka Nurmenkari | Finlândia        | —    | 27 |    |
| 28                                                    | Aidas Reklys         | Lituânia         | —    | 28 |    |
| 29                                                    | Lukas Kuzmiak        | Eslováquia       | —    | 29 |    |
| 30                                                    | Aramais Grigorian    | Armênia          | —    | 30 |    |
| WD                                                    | Tomáš Verner         | República Tcheca | —    | WD |    |

### Individual feminino
| Pos.                                                  | Nome                  | Nacionalidade    | Pontos | QA | QB | PC | PL |
| ----------------------------------------------------- | --------------------- | ---------------- | ------ | -- | -- | -- | -- |
| Medalha de ouro                                       | Irina Slutskaya       | Rússia           | 3.0    | —  | 2  | 2  | 1  |
| Medalha de prata                                      | Elena Sokolova        | Rússia           | 3.0    | —  | 1  | 1  | 2  |
| Medalha de bronze                                     | Júlia Sebestyén       | Hungria          | 6.4    | —  | 4  | 3  | 3  |
| 4                                                     | Carolina Kostner      | Itália           | 9.4    | —  | 3  | 7  | 4  |
| 5                                                     | Elena Liashenko       | Ucrânia          | 9.6    | 3  | —  | 4  | 6  |
| 6                                                     | Galina Maniachenko    | Ucrânia          | 12.4   | —  | 6  | 5  | 7  |
| 7                                                     | Alisa Drei            | Finlândia        | 13.0   | —  | 5  | 10 | 5  |
| 8                                                     | Viktoria Volchkova    | Rússia           | 13.0   | 1  | —  | 6  | 9  |
| 9                                                     | Susanna Pöykiö        | Finlândia        | 15.6   | —  | 7  | 8  | 8  |
| 10                                                    | Elina Kettunen        | Finlândia        | 17.2   | 2  | —  | 9  | 11 |
| 11                                                    | Anne-Sophie Calvez    | França           | 18.2   | 4  | —  | 11 | 10 |
| 12                                                    | Daria Timoshenko      | Azerbaijão       | 23.8   | 9  | —  | 12 | 13 |
| 13                                                    | Lucie Krausová        | República Tcheca | 24.8   | —  | 8  | 16 | 12 |
| 14                                                    | Idora Hegel           | Croácia          | 26.2   | 8  | —  | 15 | 14 |
| 15                                                    | Olga Vassiljeva       | Estônia          | 27.2   | 7  | —  | 14 | 16 |
| 16                                                    | Zuzana Babiaková      | Eslováquia       | 29.2   | 6  | —  | 13 | 19 |
| 17                                                    | Diána Póth            | Hungria          | 30.2   | 5  | —  | 17 | 18 |
| 18                                                    | Sabina Wojtala        | Polônia          | 30.6   | 12 | —  | 18 | 15 |
| 19                                                    | Jenna McCorkell       | Reino Unido      | 35.4   | 10 | —  | 24 | 17 |
| 20                                                    | Vanessa Giunchi       | Itália           | 36.2   | —  | 9  | 21 | 20 |
| 21                                                    | Annette Dytrt         | Alemanha         | 38.4   | —  | 11 | 20 | 22 |
| 22                                                    | Kimena Brog-Meier     | Suíça            | 39.6   | —  | 12 | 23 | 21 |
| 23                                                    | Mojca Kopač           | Eslovênia        | 40.4   | —  | 10 | 19 | 25 |
| 24                                                    | Sara Falotico         | Bélgica          | 42.4   | —  | 13 | 22 | 24 |
| 25                                                    | Åsa Persson           | Suécia           | 45.4   | 14 | —  | 28 | 23 |
| Não avançaram para a patinação livre / programa longo |                       |                  |        |    |    |    |    |
| 26                                                    | Julia Lautowa         | Áustria          | —      | 11 | —  | 25 |    |
| 27                                                    | Tuğba Karademir       | Turquia          | —      | 13 | —  | 26 |    |
| 28                                                    | Hristina Vassileva    | Bulgária         | —      | —  | 14 | 27 |    |
| 29                                                    | Karen Venhuizen       | Países Baixos    | —      | —  | 15 | 29 |    |
| 30                                                    | Roxana Luca           | Romênia          | —      | 15 | —  | 30 |    |
| Não avançaram para o programa curto                   |                       |                  |        |    |    |    |    |
| 31                                                    | Anna Bernauer         | Luxemburgo       | —      | 16 | —  |    |    |
| 31                                                    | Gintarė Vostrecovaitė | Lituânia         | —      | —  | 16 |    |    |
| 33                                                    | Aleksandra Petushko   | Letônia          | —      | 17 | —  |    |    |
| 33                                                    | Georgina Papavasiliou | Grécia           | —      | —  | 17 |    |    |

### Duplas
| Pos.              | Nome                                  | Nacionalidade    | Pontos | PC | PL |
| ----------------- | ------------------------------------- | ---------------- | ------ | -- | -- |
| Medalha de ouro   | Tatiana Totmianina / Maxim Marinin    | Rússia           | 2.0    | 2  | 1  |
| Medalha de prata  | Sarah Abitbol / Stéphane Bernadis     | França           | 3.5    | 3  | 2  |
| Medalha de bronze | Maria Petrova / Alexei Tikhonov       | Rússia           | 3.5    | 1  | 3  |
| 4                 | Dorota Zagórska / Mariusz Siudek      | Polônia          | 6.5    | 5  | 4  |
| 5                 | Julia Obertas / Alexei Sokolov        | Rússia           | 7.0    | 4  | 5  |
| 6                 | Kateřina Beránková / Otto Dlabola     | República Tcheca | 9.0    | 6  | 6  |
| 7                 | Tatiana Volosozhar / Petro Kharchenko | Ucrânia          | 11.0   | 8  | 7  |
| 8                 | Nicole Nönnig / Matthias Bleyer       | Alemanha         | 12.5   | 9  | 8  |
| 9                 | Eva-Maria Fitze / Rico Rex            | Alemanha         | 12.5   | 7  | 9  |
| 10                | Tatiana Chuvaeva / Dmitri Palamarchuk | Ucrânia          | 15.0   | 10 | 10 |
| 11                | Maria Guerassimenko / Vladimir Futas  | Eslováquia       | 16.5   | 11 | 11 |
| 12                | Olga Boguslavska / Andrei Brovenko    | Letônia          | 18.5   | 13 | 12 |
| 13                | Diana Rennik / Aleksei Saks           | Estônia          | 19.0   | 12 | 13 |

### Dança no gelo
| Pos.              | Nome                                    | Nacionalidade    | Pontos | DC | DO | DL |
| ----------------- | --------------------------------------- | ---------------- | ------ | -- | -- | -- |
| Medalha de ouro   | Irina Lobacheva / Ilia Averbukh         | Rússia           | 2.0    | 1  | 1  | 1  |
| Medalha de prata  | Albena Denkova / Maxim Staviyski        | Bulgária         | 4.0    | 2  | 2  | 2  |
| Medalha de bronze | Tatiana Navka / Roman Kostomarov        | Rússia           | 6.0    | 3  | 3  | 3  |
| 4                 | Elena Grushina / Ruslan Goncharov       | Ucrânia          | 8.0    | 4  | 4  | 4  |
| 5                 | Kati Winkler / René Lohse               | Alemanha         | 10.0   | 5  | 5  | 5  |
| 6                 | Galit Chait / Sergei Sakhnovski         | Israel           | 12.0   | 6  | 6  | 6  |
| 7                 | Isabelle Delobel / Olivier Schoenfelder | França           | 14.0   | 7  | 7  | 7  |
| 8                 | Federica Faiella / Massimo Scali        | Itália           | 16.0   | 8  | 8  | 8  |
| 9                 | Sylwia Nowak / Sebastian Kolasiński     | Polônia          | 18.0   | 9  | 9  | 9  |
| 10                | Kristin Fraser / Igor Lukanin           | Azerbaijão       | 20.0   | 10 | 10 | 10 |
| 11                | Natalia Gudina / Alexei Beletski        | Israel           | 22.0   | 11 | 11 | 11 |
| 12                | Oksana Domnina / Maxim Shabalin         | Rússia           | 24.6   | 12 | 13 | 12 |
| 13                | Veronika Moravkova / Jiří Procházka     | República Tcheca | 25.4   | 13 | 12 | 13 |
| 14                | Nóra Hoffmann / Attila Elek             | Hungria          | 28.0   | 14 | 14 | 14 |
| 15                | Julia Golovina / Oleg Voiko             | Ucrânia          | 30.0   | 15 | 15 | 15 |
| 16                | Pamela O'Conner / Jonathan O'Dougherty  | Reino Unido      | 32.6   | 16 | 17 | 16 |
| 17                | Roxane Petetin / Mathieu Jost           | França           | 33.4   | 17 | 16 | 17 |
| 18                | Marta Paoletti / Fabrizio Pedrazzini    | Itália           | 36.0   | 18 | 18 | 18 |
| 19                | Tatiana Siniaver / Tornike Tukvadze     | Geórgia          | 38.0   | 19 | 19 | 19 |
| 20                | Jessica Huot / Juha Valkama             | Finlândia        | 40.0   | 20 | 20 | 20 |
| 21                | Agnieszka Dulej / Sławomir Janicki      | Polônia          | 43.0   | 22 | 22 | 21 |
| 22                | Marina Timofeieva / Evgeni Striganov    | Estônia          | 43.0   | 21 | 21 | 22 |

## Quadro de medalhas
| Ordem | País     | Medalha de ouro | Medalha de prata | Medalha de bronze |    | Ordem por total |
| ----- | -------- | --------------- | ---------------- | ----------------- | -- | --------------- |
| 1     | Rússia   | 4               | 1                | 2                 | 7  | 1               |
| 2     | França   |                 | 2                | 1                 | 3  | 2               |
| 3     | Bulgária |                 | 1                |                   | 1  | 3               |
| 4     | Hungria  |                 |                  | 1                 | 1  | 3               |
| TOTAL | TOTAL    | 4               | 4                | 4                 | 12 | —               |